# النقود الورقية
النقود الورقية، هي نوع من أوراق الدفع القابلة للتداول ، والتي تُدفع لحاملها عند الطلب، مما يجعلها شكلاً من أشكال العملة . الأنواع الرئيسية للنقود الورقية هي الأوراق النقدية الحكومية ، التي تُصدرها السلطات السياسية مباشرةً، والأوراق النقدية الصادرة عن البنوك ،  أي بنوك الإصدار، بما في ذلك البنوك المركزية . في بعض الحالات، قد تُصدر جهات أخرى غير الحكومات أو البنوك النقود الورقية، مثل التجار في الصين واليابان قبل العصر الحديث.  غالبًا ما تُستَخدم كلمة "الأوراق النقدية" مرادفًا للعملات الورقية، ولا سيما من قبل هواة جمع العملات، ولكن بالمعنى الضيق، فإن الأوراق النقدية ليست سوى مجموعة فرعية من النقود الورقية التي تصدرها البنوك. 
غالبًا ما تكون النقود الورقية، ولكن ليس دائمًا، بمثابة عملة قانونية ، مما يعني أن المحاكم ملزمة بالاعتراف بها كسداد مرضي للديون المالية. 
يُعدّ التزوير، بما في ذلك تزييف النقود الورقية، تحديًا جوهريًا. ويُواجه بتدابير مكافحة التزييف في طباعة النقود الورقية. وقد كانت مكافحة تزوير الأوراق النقدية (والشيكات بالنسبة للبنوك ) دافعًا رئيسيًا لتطوير أساليب الطباعة الأمنية في القرون الأخيرة.

## تاريخ
نص قانون حمورابي رقم 100 ( ق. 1755-1750 قبل الميلاد) على سداد قرض من المدين إلى الدائن وفقًا لجدول زمني وتاريخ استحقاق محدد في شروط تعاقدية مكتوبة .    نص القانون رقم 122 على أنه يجب على المودع للذهب أو الفضة أو غيرها من الممتلكات المنقولة للحفظ تقديم جميع المواد وعقد إيداع موقع إلى كاتب العدل قبل إيداع المواد لدى مصرفي ، ونص القانون رقم 123 على أن المصرفي يُبرأ من أي مسؤولية من عقد الإيداع إذا أنكر الموثق وجود العقد. نص القانون رقم 124 على أن المودع الذي لديه عقد إيداع موثق يحق له استرداد القيمة الكاملة لوديعته، ونص القانون رقم 125 على أن المصرفي مسؤول عن استبدال الودائع المسروقة أثناء وجودها في حوزته .   
يُزعم أن قرطاج أصدرت أوراقًا نقدية حكومية على الرق أو الجلد قبل عام 146 قبل الميلاد. وبالتالي، ربما تكون قرطاج أقدم من استخدم الأوراق النقدية خفيفة الوزن.    في الصين ، خلال عهد أسرة هان ، ظهرت الأوراق النقدية خفيفة الوزن عام 118 قبل الميلاد، وكانت مصنوعة من الجلد.  ربما استخدمت روما مادة خفيفة الوزن ومتينة كأوراق نقدية في عام 57 ميلاديًا، وقد عُثر عليها في لندن . 
صدرت أول عملة ورقية موثقة خلال عهد أسرة تانغ وسلالة سونغ في الصين ، بدءًا من القرن السابع، وأطلق عليها اسم " العملة الطائرة ".  وتعود جذورها إلى إيصالات الودائع التجارية خلال عهد أسرة تانغ (618-907)، حيث رغب التجار وتجار الجملة في تجنب الكتلة الثقيلة من العملات النحاسية في المعاملات التجارية الكبيرة.    وعلى الرغم من أن النقود الورقية المركزية التي أصدرتها الحكومة لم تظهر حتى القرن الحادي عشر، خلال عهد أسرة سونغ .
في أوروبا، كانت الأوراق النقدية القماشية قيد الاستخدام في براغ في عام 960 وكجزء من النظام المصرفي لفرسان الهيكل حوالي عام 1150.
كانت أول محاولة أوروبية من جانب بنك إصدار لإصدار الأوراق النقدية في عام 1661 من قبل بنك ستوكهولم ، الذي سرعان ما استولى عليه بنك السويد .  أدت الثورة الفرنسية إلى الإصدار الجماعي للأوراق النقدية الحكومية المعروفة باسم assignats والتي انهارت قيمتها قريبًا، مما دفع نابليون إلى إنشاء بنك فرنسا لإصدار الأوراق النقدية الورقية في أوائل القرن التاسع عشر. 
نشأت النقود الورقية النقدية كإيصالات للقيمة المحتفظ بها في حساب "القيمة المستلمة"، ولا ينبغي خلطها مع "الأوراق النقدية القابلة للسحب"، والتي صدرت مع وعد بالتحويل في تاريخ لاحق.
تطور مفهوم النقود الورقية كعملة مع مرور الوقت. في الأصل، كانت النقود تعتمد على المعادن النفيسة ، أو نقود السلع . اعتبرها البعض سندًا إذنيًا أو سندًا مضمونًا : وعدٌ بدفع مبلغٍ لشخصٍ ما بالمعادن النفيسة عند التقديم (انظر النقود التمثيلية ). لكنها قُبلت بسهولة - للراحة والأمان - في لندن ، على سبيل المثال، منذ أواخر القرن السابع عشر فصاعدًا. مع الإزالة التدريجية للمعادن النفيسة من النظام النقدي، تطورت النقود الورقية إلى نقود ورقية خالصة.

### النقود الورقية الصينية المبكرة

لوحة طباعة من عهد أسرة يوان وورقة نقدية عليها كلمات صينية.

أول أداة نقدية ورقية معروفة اُستُخدِمَت في الصين في القرن السابع، خلال عهد أسرة تانغ (618-907). كان التجار يصدرون ما يسمى اليوم بأوراق الدفع في شكل إيصالات إيداع لتجار الجملة لتجنب استخدام الجزء الأكبر من العملات النحاسية في المعاملات التجارية الكبيرة.    قبل هذه الأوراق النقدية، كانت تُستخدم عملات معدنية دائرية ذات ثقب مستطيل في المنتصف. يمكن ربط عملات معدنية متعددة معًا على حبل. وجد التجار أن الخيوط ثقيلة جدًا بحيث لا يمكن حملها بسهولة، خاصة بالنسبة للمعاملات الكبيرة. لحل هذه المشكلة، يمكن ترك العملات المعدنية مع شخص موثوق به، مع إعطاء التاجر قصاصة من الورق (الإيصال) تسجل مقدار الأموال التي أودعها لدى ذلك الشخص. ستُستعاد عملاتهم المعدنية عندما يعودون ويعطون ذلك الشخص الورقة.
تطورت النقود الورقية الحقيقية، المسماة " جياوزي "، من هذه الكمبيالات بحلول القرن الحادي عشر، خلال عهد أسرة سونغ .   وبحلول عام 960، عانت حكومة سونغ من نقص في النحاس اللازم لسكّ العملات، فأصدرت أولى الأوراق النقدية المتداولة. كانت هذه الأوراق النقدية بمثابة وعد من الحاكم باستردادها لاحقًا مقابل شيء ذي قيمة أخرى، عادةً ما يكون مسكوكات معدنية . كان إصدار الأوراق النقدية الائتمانية غالبًا لفترة محدودة، وبخصم من المبلغ الموعود به لاحقًا. لم تحل الجياوزي محل العملات المعدنية، بل استُخدمت إلى جانبها.
سرعان ما لاحظت الحكومة المركزية المزايا الاقتصادية لطباعة النقود الورقية، فأصدرت احتكارًا لإصدار شهادات الإيداع هذه لعدة محلات إيداع.  وبحلول أوائل القرن الثاني عشر، بلغ معدل الأوراق النقدية الصادرة في عام واحد 26 مليار دولار سنويًا. ملايين من سلاسل العملات النقدية.  بحلول عشرينيات القرن الثاني عشر، بدأت الحكومة المركزية في إنتاج نقود ورقية تصدرها الدولة (باستخدام الطباعة على الخشب ). 
حتى قبل هذه النقطة، كانت حكومة سونغ تجمع كميات كبيرة من الجزية الورقية. وقد سُجِّل أنه قبل عام 1101، كانت محافظة شينآن ( شيشيان ، آنهوي الحديثة) وحدها ترسل 1,500,000 ورقة من الورق بسبعة أنواع مختلفة إلى العاصمة كايفنغ كل عام.  في عام 1101، قرر الإمبراطور هويزونغ من سونغ تقليل كمية الورق المأخوذة في حصة الجزية لأنها كانت تسبب آثارًا ضارة وتخلق أعباءً ثقيلة على سكان المنطقة.  ومع ذلك، لا تزال الحكومة بحاجة إلى كميات كبيرة من المنتجات الورقية لشهادات الصرف وإصدار الدولة الجديد للنقود الورقية. ولطباعة النقود الورقية وحدها، أنشأت حكومة سونغ العديد من المصانع التي تديرها الحكومة في مدن هويتشو، تشنغدو،وهانغتشو، وأنكي. 
كانت القوى العاملة المستخدمة في مصانع النقود الورقية كبيرة جدًا؛ فقد سُجِّل في عام 1175 أن المصنع في هانغتشو وحده كان يوظف أكثر من ألف عامل يوميًا.  ومع ذلك، لم تكن إصدارات الحكومة من النقود الورقية معايير وطنية للعملة في ذلك الوقت؛ فقد اقتصرت إصدارات الأوراق النقدية على المناطق الإقليمية للإمبراطورية، وكانت صالحة للاستخدام فقط في حد معين ومؤقت لمدة ثلاث سنوات. 
بين عامي 1265 و1274، قدمت حكومة سونغ الجنوبية المتأخرة معيارًا للعملة الورقية الوطنية المدعومة بالذهب أو الفضة، مما غير القيد الجغرافي.  ربما كان نطاق القيم المتغيرة لهذه الأوراق النقدية من سلسلة واحدة من النقود إلى مائة على الأكثر.  بعد عام 1107، طبعت الحكومة الأموال بما لا يقل عن ستة ألوان حبر وطبعت أوراقًا نقدية بتصميمات معقدة وأحيانًا حتى بمزيج من ألياف فريدة في الورق لمكافحة التزوير.
أصدر قوبلاي خان ، مؤسس سلالة يوان ، عملة ورقية عُرفت باسم جياو تشاو . كانت الأوراق النقدية الأصلية مقيدة بالمساحة والمدة، كما في عهد سلالة سونغ، ولكن في السنوات اللاحقة، ومع مواجهة نقص حاد في النقد اللازم لتمويل حكمهم، بدأ إصدار العملات الورقية دون قيود على المدة. وقد أثار ضمان الدولة للعملات الورقية الصينية إعجاب تجار البندقية.

### النقود الورقية الأوروبية المبكرة
وفقًا لمذكرات رحلة قام بها إبراهيم بن يعقوب إلى براغ عام 960، فقد اُستُخدِمَت قطع صغيرة من القماش كوسيلة للتجارة، حيث كان لهذه الأقمشة سعر صرف محدد مقابل الفضة. 
في إيطاليا وفلاندرز في العصور الوسطى ، وبسبب انعدام الأمان وعدم جدوى نقل مبالغ كبيرة من النقود لمسافات طويلة، بدأ تجار النقود في استخدام أوراق الدفع . في البداية، كانت تُسجل شخصيًا، لكنها سرعان ما أصبحت أمرًا مكتوبًا بدفع المبلغ لمن بحوزته. ينظر البعض إلى هذه الأوراق النقدية على أنها سلف للأوراق النقدية، ولكن يُعتقد بشكل أساسي أنها كمبيالات وشيكات أولية.  يأتي مصطلح "الورقة النقدية" نفسه من أوراق البنك ("nota di banco") ويعود تاريخه إلى القرن الرابع عشر؛ حيث اعترف في الأصل بحق حامل الورقة النقدية في تحصيل المعدن الثمين (عادةً الذهب أو الفضة) المودع لدى أحد المصرفيين (عبر حساب عملة). في القرن الرابع عشر، اُستُخدِمَ في كل جزء من أوروبا وفي مستعمرات التجار في المدن الإيطالية خارج أوروبا . في المدفوعات الدولية، كان استخدام الكمبيالة (السند الإذني) الأكثر كفاءةً وتطورًا ("lettera di cambio")، وهو سند إذني قائم على حساب عملة افتراضية (عادةً ما تكون عملة معدنية لم تعد موجودة فعليًا)، أكثر شيوعًا. كانت جميع العملات المادية مرتبطة ماديًا بهذه العملة الافتراضية؛ كما كانت هذه الأداة بمثابة ائتمان.

### ولادة الأوراق النقدية الأوروبية

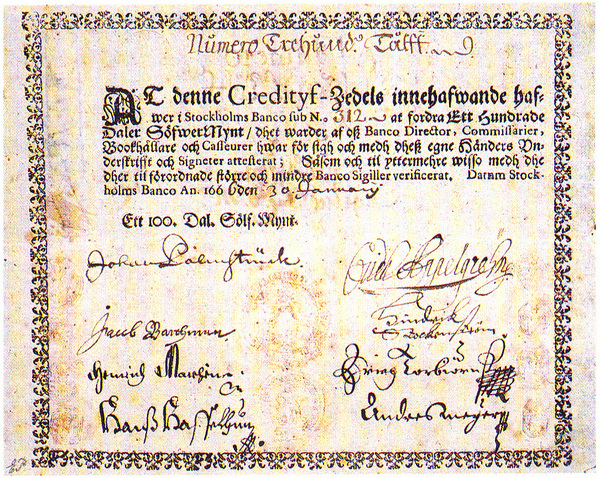
أول عملة ورقية في أوروبا، أصدرها بنك ستوكهولم في عام 1666.

حدث التحول نحو استخدام هذه الإيصالات كوسيلة للدفع في منتصف القرن السابع عشر، مع ثورة الأسعار ، عندما تسبب التضخم الذهبي السريع نسبيًا في إعادة تقييم لكيفية عمل النقود. بدأ صائغو الذهب في لندن في توزيع الإيصالات على حامل الوثيقة بدلاً من المودع الأصلي. وهذا يعني أنه يمكن استخدام الورقة النقدية كعملة بناءً على أمان الصائغ، وليس صاحب حساب الصائغ المصرفي.  كما بدأ المصرفيون في إصدار أوراق نقدية بقيمة أكبر من القيمة الإجمالية لاحتياطياتهم المادية في شكل قروض، على افتراض أنهم لن يضطروا إلى استرداد جميع الأوراق النقدية الصادرة في نفس الوقت. كان هذا امتدادًا طبيعيًا لإصدار العصي النقدية المنقسمة القائمة على الديون والتي استخدمت لعدة قرون في أماكن مثل معرض سانت جايلز،  ومع ذلك، فقد جرى ذلك بهذه الطريقة، وكان قادرًا على توسيع نطاق توسع المعروض من النقود المتداولة بشكل مباشر. مع تزايد استخدام هذه الإيصالات في نظام تداول النقود، بدأ المودعون يطلبون إيصالات متعددة بفئات أصغر ثابتة لاستخدامها كعملة. وسرعان ما أصبحت الإيصالات بمثابة أمر مكتوب بدفع المبلغ لمن يحوز الورقة النقدية. تُعتبر هذه الأوراق النقدية أولى الأوراق النقدية الحديثة.  
كانت أول محاولة قصيرة الأجل لإصدار الأوراق النقدية من قبل البنك المركزي في عام 1661 من قبل بنك ستوكهولم ، وهو سلف البنك المركزي السويدي، Sveriges Riksbank .  حلت هذه محل ألواح النحاس المستخدمة بدلاً من ذلك كوسيلة للدفع.  كانت الظروف الغريبة لمعروض العملات السويدية هي ما أدى إلى إصدار هذه الأوراق النقدية. أجبرت الواردات الأجنبية الرخيصة من النحاس التاج السويدي على زيادة حجم العملات النحاسية بشكل مطرد للحفاظ على قيمتها بالنسبة للفضة . شجع الوزن الثقيل للعملات الجديدة التجار على إيداعها مقابل الإيصالات. أصبحت هذه أوراقًا نقدية عندما فصل مدير البنك معدل إصدار الأوراق النقدية عن احتياطيات العملة المصرفية. بعد ثلاث سنوات، أفلس البنك بعد زيادة المعروض النقدي الاصطناعي بسرعة من خلال الطباعة واسعة النطاق للأموال الورقية. أُنشِئ بنك جديد، وهو بنك Riksens Ständers ، في عام 1668، لكنه لم يصدر أوراقًا نقدية حتى القرن التاسع عشر. 

### إصدار دائم للأوراق النقدية
تُشكّل فكرة أن الإجماع الاجتماعي والقانوني يُحدّد ماهية النقود أساس الأوراق النقدية الحديثة. فقيمة العملة الذهبية ما هي إلا انعكاس لآلية العرض والطلب في مجتمع يتبادل السلع في سوق حرة، وليست نابعة من أي خاصية جوهرية للمعدن. وبحلول أواخر القرن السابع عشر، ساهمت هذه النظرة المفاهيمية الجديدة في تحفيز إصدار الأوراق النقدية. وكتب الاقتصادي نيكولاس باربون أن النقود "قيمة خيالية وضعها قانون لتسهيل التبادل". 
أجرى السير ويليام فيبس تجربة مؤقتة لإصدار الأوراق النقدية بصفته حاكم مقاطعة خليج ماساتشوستس بدءًا من 20 ديسمبر 1690،  للمساعدة في تمويل المجهود الحربي ضد فرنسا .  وتبعت المستعمرات الثلاثة عشر الأخرى ماساتشوستس وبدأت في إصدار أوراق ائتمان ، وهو شكل مبكر من العملة الورقية يختلف عن الأوراق النقدية، لتمويل النفقات العسكرية واستخدامها كوسيلة مشتركة للتبادل .  وبحلول ستينيات القرن الثامن عشر، استُخدمت أوراق الائتمان هذه في غالبية المعاملات في المستعمرات الثلاثة عشر. 

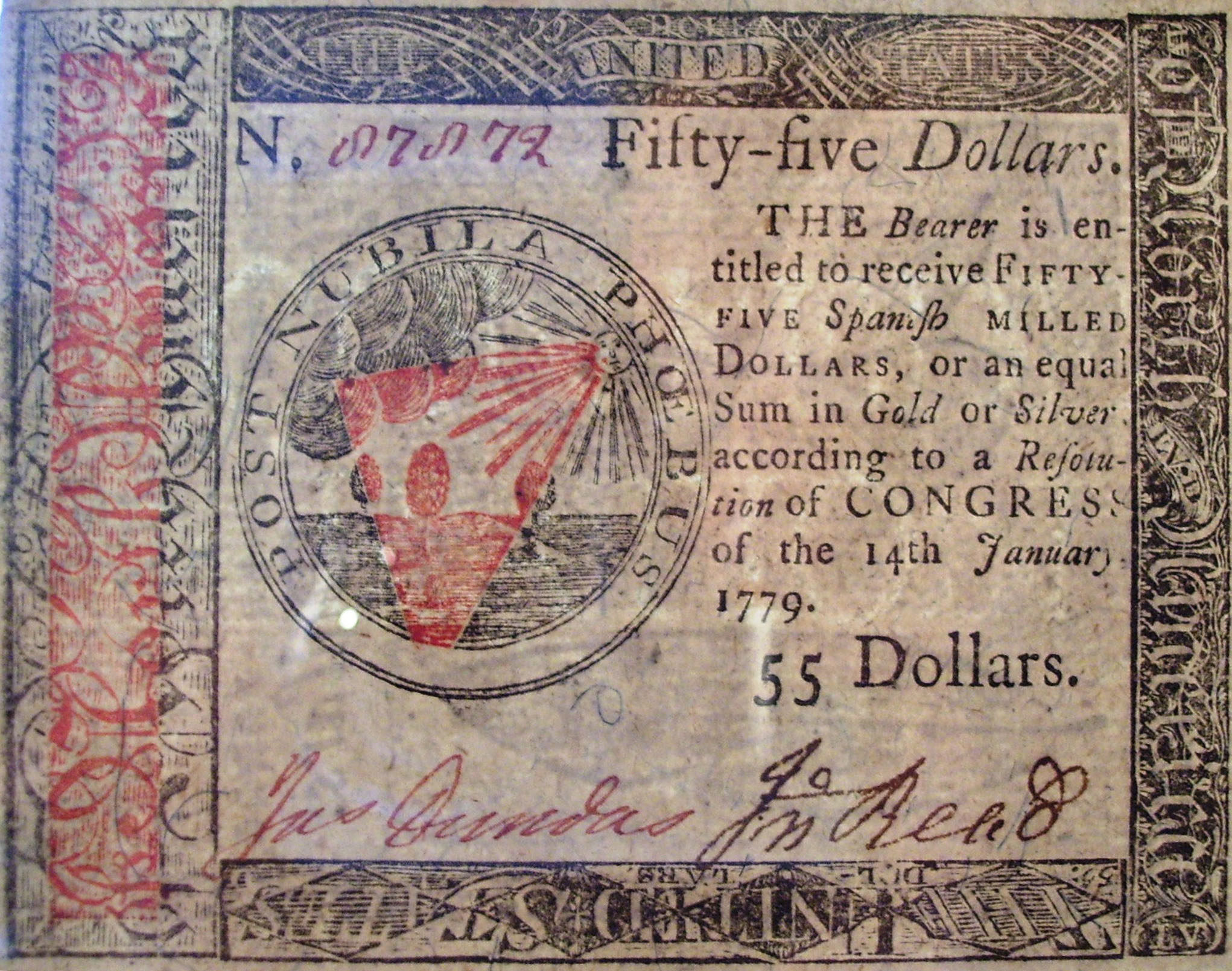
ورقة نقدية من فئة خمسة وخمسين دولارًا بالعملة القارية ؛ تصميم الورقة من تصميم بنيامين فرانكلين، عام 1779

كان بنك إنجلترا أول بنك يبادر بإصدار الأوراق النقدية بشكل دائم. تأسس البنك عام 1694 لجمع الأموال لتمويل الحرب ضد فرنسا ، وبدأ في إصدار الأوراق النقدية عام 1695 مع وعد بدفع قيمة الورقة النقدية لحامليها عند الطلب. كانت مكتوبة بخط اليد في البداية بمبلغ محدد وتصدر كوديعة أو كقرض. كان هناك تحرك تدريجي نحو إصدار أوراق نقدية من فئة ثابتة، وبحلول عام 1745، كانت الأوراق النقدية المطبوعة الموحدة تتراوح من 20 إلى 1000 جنيه إسترليني قيد الطباعة. ظهرت الأوراق النقدية المطبوعة بالكامل والتي لا تتطلب اسم المستفيد وتوقيع أمين الصندوق لأول مرة في عام 1855. 
تأسس بنك اسكتلندا عام ١٦٩٥ لدعم الشركات الاسكتلندية، وفي عام ١٦٩٦ أصبح أول بنك أوروبي يُصدر أوراقًا نقدية بقيم ثابتة. ويواصل إصدار الأوراق النقدية، ويُعتبر أطول إصدار مستمر للأوراق النقدية في العالم. 
ساهم الخبير الاقتصادي الاسكتلندي جون لو في ترسيخ الأوراق النقدية كعملة رسمية في فرنسا، بعد أن أدت الحروب التي شنها لويس الرابع عشر إلى نقص في المعادن الثمينة اللازمة لسكوك البلاد. [بحاجة لمصدر]
في الولايات المتحدة ، كانت هناك محاولات مبكرة لإنشاء بنك مركزي في عامي 1791 و1816 ، ولكن لم تبدأ الحكومة الفيدرالية للولايات المتحدة في طباعة الأوراق النقدية إلا في عام 1862. 

### إصدار البنك المركزي للعطاء القانوني

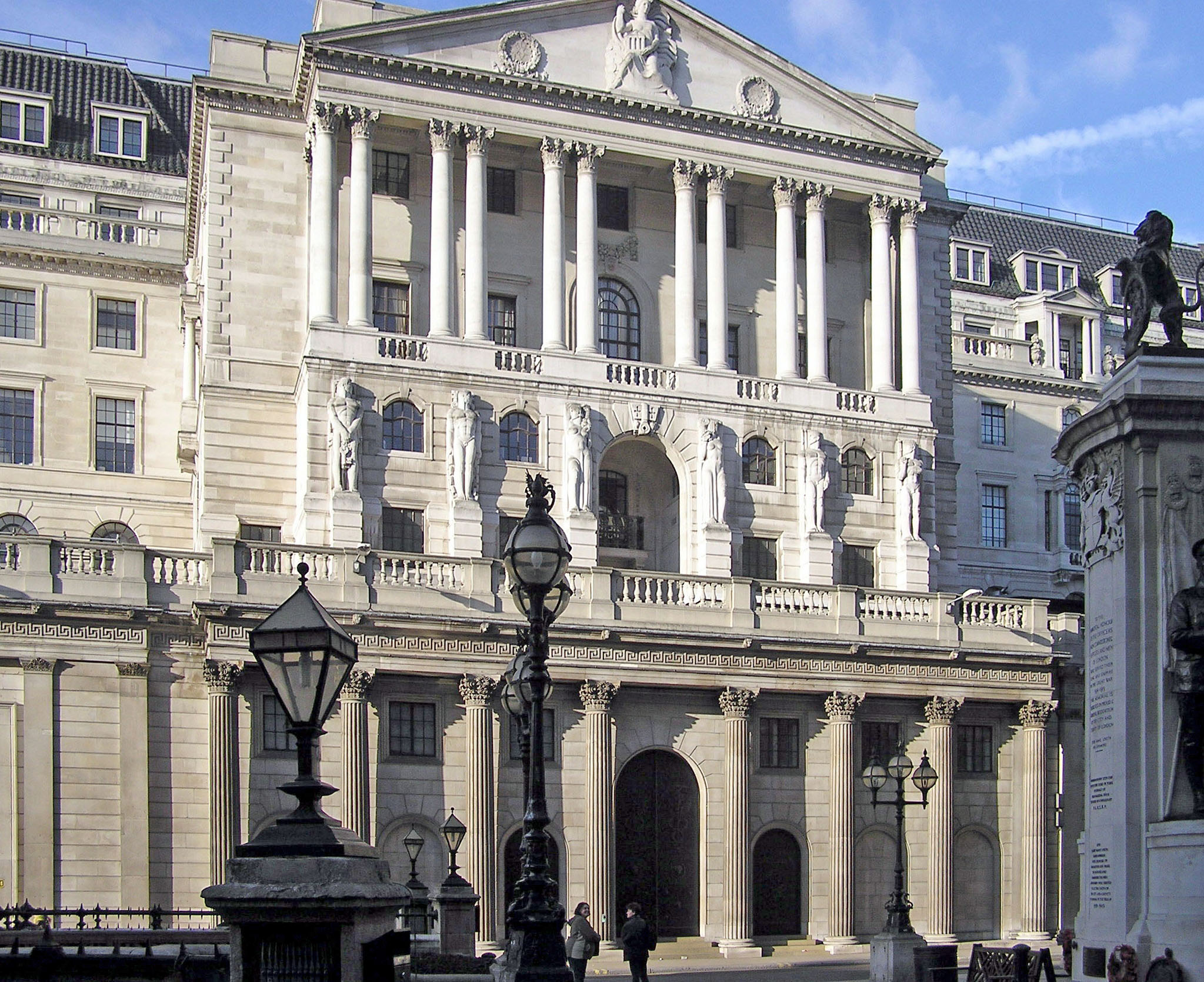
حصل بنك إنجلترا على احتكار إصدار الأوراق النقدية من خلال قانون ميثاق البنك لعام 1844.

في الأصل، كانت الأوراق النقدية مجرد وعد لحامليها بأنه يمكنهم استردادها مقابل قيمتها النقدية، ولكن قانون بنك إنجلترا لعام 1833 ، وهو القانون الثاني في سلسلة قوانين ميثاق البنك ، نص على أن الأوراق النقدية ستُعتبر بمثابة مناقصة قانونية خلال أوقات السلم. 
حتى منتصف القرن التاسع عشر، كانت البنوك التجارية قادرة على إصدار أوراقها النقدية الخاصة، وكانت الأوراق النقدية الصادرة عن شركات الخدمات المصرفية الإقليمية هي الشكل الشائع للعملة في جميع أنحاء إنجلترا، خارج لندن.  قانون ميثاق البنك لعام 1844 ، الذي أنشأ البنك المركزي الحديث،  قيد الترخيص بإصدار أوراق نقدية جديدة لبنك إنجلترا ، الذي أصبح من الآن فصاعدًا يمتلك السيطرة الوحيدة على المعروض النقدي في عام 1921. في الوقت نفسه، كان بنك إنجلترا مقيدًا بإصدار أوراق نقدية جديدة فقط إذا كانت مدعومة بالذهب بنسبة 100٪ أو ما يصل إلى 14 جنيهًا إسترلينيًا مليون دولار من الديون الحكومية. منح القانون بنك إنجلترا احتكارًا فعليًا لإصدار الأوراق النقدية منذ عام ١٩٢٨.  

## المزايا والعيوب
قبل ظهور النقود الورقية، كانت المعادن الثمينة أو شبه الثمينة، التي تُسكّ على شكل عملات معدنية لإثبات جودتها، تُستخدم على نطاق واسع كوسيلة للتبادل. كانت القيمة التي يُنسبها الناس للعملات المعدنية تستند في الأصل إلى قيمة المعدن، ما لم تكن إصدارات رمزية أو مُخفّضة قيمتها. عندما أصدرت البنوك النقود الورقية، كان ذلك في الأصل ادعاءً بالعملات المعدنية التي تحتفظ بها البنوك، ولكن نظرًا لسهولة تحويلها وثقة الناس في قدرة البنك على تسوية الأوراق النقدية بالعملات المعدنية عند تقديمها، أصبحت وسيلة شائعة للتبادل في حد ذاتها. وهي تُشكّل الآن نسبة ضئيلة جدًا من "الأموال" التي يعتقد الناس أنهم يمتلكونها، حيث ألغت حسابات الودائع المصرفية تحت الطلب والمدفوعات الإلكترونية الكثير من الحاجة إلى حمل الأوراق النقدية والعملات المعدنية.
قبل ظهور النقود الورقية، كانت المعادن الثمينة أو شبه الثمينة، التي تُسكّ على شكل عملات معدنية لإثبات جودتها، تُستخدم على نطاق واسع كوسيلة للتبادل. كانت القيمة التي يُنسبها الناس للعملات المعدنية تستند في الأصل إلى قيمة المعدن، ما لم تكن إصدارات رمزية أو مُخفّضة قيمتها. عندما أصدرت البنوك النقود الورقية، كان ذلك في الأصل ادعاءً بالعملات المعدنية التي تحتفظ بها البنوك، ولكن نظرًا لسهولة تحويلها وثقة الناس في قدرة البنك على تسوية الأوراق النقدية بالعملات المعدنية عند تقديمها، أصبحت وسيلة شائعة للتبادل في حد ذاتها. وهي تُشكّل الآن نسبة ضئيلة جدًا من "الأموال" التي يعتقد الناس أنهم يمتلكونها، حيث ألغت حسابات الودائع المصرفية تحت الطلب والمدفوعات الإلكترونية الكثير من الحاجة إلى حمل الأوراق النقدية والعملات المعدنية.
وتشمل التكاليف الأخرى لاستخدام الأموال لحاملها ما يلي:
1. الخصم بالقيمة الاسمية: قبل ظهور العملات الوطنية ومراكز المقاصة الفعّالة، كانت الأوراق النقدية تُسترد بقيمتها الاسمية فقط لدى البنك المُصدر. حتى فرع البنك كان بإمكانه خصم أوراق نقدية من فروع أخرى للبنك نفسه. كانت الخصومات تزداد عادةً مع بُعد المسافة عن البنك المُصدر. كما كان الخصم يعتمد على مدى أمان البنك المُتصوّر. عند إفلاس البنوك، كانت الأوراق النقدية تُسترد جزئيًا من الاحتياطيات، لكنها كانت تفقد قيمتها أحيانًا. [43] [44] لا توجد مشكلة خصم داخل الدولة مع العملات الوطنية.
2. لطالما شكّل تزوير الأوراق النقدية مشكلةً، خاصةً منذ ظهور آلات النسخ الملونة وماسحات الصور الحاسوبية. وقد اعتمدت العديد من البنوك والدول إجراءاتٍ مُضادةً للحفاظ على أمن الأموال. ومع ذلك، فقد رُصدت في السنوات الأخيرة أوراقٌ نقديةٌ مزيفةٌ متطورةٌ للغاية تُعرف باسم "السوبر دولار" .
3. تكاليف التصنيع أو الإصدار. تُنتج العملات المعدنية بطرق تصنيع صناعية تُعالج المعادن الثمينة وشبه الثمينة وغيرها، وتتطلب إضافة سبائك لزيادة صلابتها ومقاومتها للتآكل. على النقيض من ذلك، تُصنع الأوراق النقدية من ورق مطبوع (أو بوليمر)، وعادةً ما تكون تكلفة إصدارها أعلى، خاصةً في الفئات الأكبر، مقارنةً بالعملات المعدنية من نفس القيمة. [ مشكوك فيه – يناقش ]
4. تكاليف التآكل. لا تفقد الأوراق النقدية قيمتها الاقتصادية بالتآكل، فحتى لو كانت في حالة سيئة، تظلّ حقًّا قانونيًا على البنك المُصدر. مع ذلك، يتعيّن على البنوك المصدرة دفع تكلفة استبدال الأوراق النقدية في حالة سيئة، فالأوراق النقدية الورقية، وحتى البوليمرية، تبلى أسرع بكثير من العملات المعدنية.
5. تكلفة النقل. قد يكون نقل العملات المعدنية مكلفًا للمعاملات ذات القيمة العالية، ولكن يمكن إصدار الأوراق النقدية بفئات كبيرة أخف بكثير من قيمتها في العملات المعدنية.
6. تكلفة القبول. يمكن التحقق من صحة العملات المعدنية عن طريق الوزن وغيره من طرق الفحص والاختبار. قد تكون هذه التكاليف باهظة، لكن جودة تصميم وتصنيع العملات المعدنية يمكن أن تُخفّضها. للأوراق النقدية أيضًا تكلفة قبول، وهي تكلفة التحقق من خصائصها الأمنية والتأكد من قبول البنك المُصدر لها.

إن المزايا والعيوب المختلفة للنقود السلعية والنقود الورقية تشير إلى أنه قد يكون هناك دور مستمر لكلا الشكلين من النقود لحاملها، حيث يُستَخدَم كل منهما حيث تفوق مزاياه عيوبه.

## جمع النقود الورقية كهواية
جمع النقود الورقية، المعروف أيضًا باسم جمع الأوراق النقدية أو النوتافيليا ، مجالٌ آخذٌ في النمو ببطء في علم العملات . ورغم أنه ليس شائعًا كجمع العملات والطوابع ، إلا أن هذه الهواية تشهد توسعًا تدريجيًا. قبل تسعينيات القرن الماضي، كان جمع العملات نشاطًا ثانويًا نسبيًا يُضاف إلى جمع العملات المعدنية، إلا أن مزادات العملات وزيادة الوعي العام بالنقود الورقية أديا إلى زيادة الاهتمام بالقطع النادرة، وبالتالي إلى زيادة قيمتها.  العملة الأكثر قيمة هي ورقة الألف دولار التي صدرت عام 1890 والتي بيعت في مزاد بمبلغ 2,255,000 دولار.

### الصفقات
لسنوات، كان العملات الورقية تُجمَع عبر عدد قليل من تجار الطلبات البريدية الذين أصدروا قوائم أسعار وكتالوجات. في أوائل التسعينيات، أصبح من الشائع بيع الأوراق النقدية النادرة في مختلف معارض العملات عبر المزادات. ويبدو أن الكتالوجات المصورة و"الطبيعة المميزة" لممارسات المزادات قد عززت الوعي العام بالعملات الورقية في مجتمع علم العملات. وربما أدى ظهور خدمات تصنيف العملات من جهات خارجية (على غرار الخدمات التي تصنف العملات وتصنفها إلى شرائح أو تغلفها) إلى زيادة اهتمام هواة جمع العملات والمستثمرين بها. وغالبًا ما تُباع مجموعات كاملة من العملات الورقية دفعة واحدة، وحتى يومنا هذا، يمكن أن تحقق المزادات الفردية مبيعات إجمالية بملايين الدولارات. واليوم، تجاوز موقع إيباي المزادات من حيث أعلى حجم مبيعات للأوراق النقدية.    ومع ذلك، لا تزال الأوراق النقدية النادرة تُباع بأسعار أقل بكثير من العملات النادرة المماثلة. ويتلاشى هذا التفاوت مع استمرار ارتفاع أسعار العملات الورقية. وقد بيعت بعض الأوراق النقدية النادرة والتاريخية بأكثر من مليون دولار. 
هناك العديد من المنظمات والمجتمعات المختلفة حول العالم لهذه الهواية، بما في ذلك جمعية الأوراق النقدية الدولية (IBNS)، والتي تزعم حاليًا أنها تضم حوالي 2000 عضو في 90 دولة. 

### ابتكار
أدى الإقبال العالمي والتعرف الفوري على النقود الورقية إلى ظهور وفرة من المنتجات المبتكرة المصممة لتبدو وكأنها عملة ورقية. تغطي هذه المنتجات جميع فئات المنتجات تقريبًا. تُستخدم الأقمشة المطبوعة بأنماط الأوراق النقدية في الملابس، وبياضات الأسرّة، والستائر، والمفروشات، وغيرها. كما تنتشر أيضًا ثقالات الورق المصنوعة من الأكريليك، وحتى مقاعد المراحيض المزينة بأوراق نقدية. كما تتوفر منتجات تشبه أكوام الأوراق النقدية، ويمكن استخدامها كمقعد أو مسند قدم.
يجب على مصنعي هذه المنتجات مراعاة إمكانية اعتبار المنتج مزيفًا عند تصنيعها. يُعدّ تداخل صور الأوراق النقدية و/أو تغيير أبعاد النسخة لتكون أصغر أو أكبر بنسبة 50% على الأقل من الأصل من الطرق لتجنب خطر اعتباره مزيفًا. ولكن في الحالات التي يكون فيها الهدف هو الواقعية، قد يلزم اتخاذ خطوات أخرى. على سبيل المثال، في مقعد كومة الأوراق النقدية المذكور سابقًا، يُعتبر الملصق المستخدم في صنع المنتج مزيفًا. ومع ذلك، بمجرد تثبيت الملصق على غلاف كومة الراتنج وعدم إمكانية نزعه، لا يعود المنتج النهائي معرضًا لخطر تصنيفه على أنه مزيف، حتى لو كان المظهر الناتج واقعيًا.

## فهرس
- Atack، Jeremy؛ Passell، Peter (1994). A New Economic View of American History. New York: W.W. Norton and Co. ISBN:978-0-393-96315-1.
- Bowman، John S. (2000). Columbia Chronologies of Asian History and Culture. New York: Columbia University Press. ISBN:978-0-2311-1004-4.
- Ebrey؛ Walthall؛ Palais (2006). East Asia: A Cultural, Social, and Political History. Boston: Houghton Mifflin Company. ISBN:978-0-6181-3384-0.
- Gernet، Jacques (1962). Daily Life in China on the Eve of the Mongol Invasion, 1250–1276. Stanford University Press. ISBN:978-0-8047-0720-6.
- Needham، Joseph (1986). Science and Civilisation in China: Volume 5, Part 1. Cambridge University Press. ISBN:978-0-5218-7566-0.
- Mockford، Jack (2014). "They are Exactly as Banknotes are": Perceptions and Technologies of Bank Note Forgery During the Bank Restriction Period, 1797–1821 (PDF) (PhD thesis). University of Hertfordshire. مؤرشف من الأصل (PDF) في 2025-04-16.

{{منتجات ورقية}
}